# Neoperla harpi
Neoperla harpi är en bäcksländeart som beskrevs av Ernst och Stewart 1986. Neoperla harpi ingår i släktet Neoperla och familjen jättebäcksländor. Inga underarter finns listade i Catalogue of Life.